# والریا خومیاکووا
والریا دمیتریِونا خومیاکووا (روسی: Валерия Дмитриевна Хомякова؛ ۳ اوت ۱۹۱۴ – ۶ اکتبر ۱۹۴۲) خلبان جنگنده و افسر نظامی اتحاد جماهیر شوروی در دوران جنگ جهانی دوم بود. به گزارش منابع مختلف، او به عنوان اولین خلبان زن شناخته می‌شد که یک هواپیمای دشمن را سرنگون کرد، اما بعداً مشخص شد این عنوان مربوط به نخستین سرنگونی در یک نبرد شبانه است. خومیاکووا تنها دو هفته پس از دریافت نشان پرچم سرخ، در یک سانحه هوایی کشته شد.

## زندگی‌نامه
والریا دمیتریِونا خومیاکووا در سال ۱۹۱۴ در مسکو، امپراتوری روسیه، در خانواده‌ای با پدری مهندس شیمی به دنیا آمد. او تحصیلات ابتدایی و متوسطه خود را به پایان رساند و در سال ۱۹۳۷ از دانشگاه دولتی فناوری شیمی مندلیف روسیه فارغ‌التحصیل شد. پس از آن، به عنوان مهندس در کارخانه فرونزه در مسکو مشغول به کار شد.
خومیاکووا فعالیت پروازی خود را در باشگاه محلی خلبانی آغاز کرد و به عنوان مربی پرواز گواهینامه گرفت. او بعدها به عنوان معاون فرمانده اسکادران در تیپ ۵۸۶ جنگنده زنان خدمت کرد.
در سال ۱۹۴۲ و در اوج تهاجم آلمان نازی به خاک اتحاد جماهیر شوروی، خومیاکووا به نیروی هوایی شوروی پیوست. او به یکی از نخستین زنان خلبان جنگنده در تاریخ نیروی هوایی شوروی تبدیل شد و در مدتی کوتاه به درجه «ستوان یکم» ارتقا یافت. والریا به هنگ ۵۸۶ دفاع هوایی منتقل شد که اولین واحد کاملاً زنانه خلبانان جنگنده در جهان به‌شمار می‌رفت.
در شب ۲۴ سپتامبر ۱۹۴۲، والریا خومیاکووا در حال گشت زنی شبانه بر فراز ساراتوف با یاکوولف یاک-۱ خود، یک بمب‌افکن یونکرس یو ۸۸ متعلق به لوفت وافه آلمان را سرنگون کرد. خلبان این هواپیما سرهنگ دوم گرهارد ماک، خلبان مجرب و نشان‌دار گروهان بمب‌افکن KG 76 بود.

## مرگ
والریا خومیاکووا در ۶ اکتبر ۱۹۴۲ در حالی که هواپیمایش هنگام برخاستن از یک فرودگاه در منطقه ساراتوف سقوط کرد، جان باخت. این حادثه تنها دو هفته پس از سرنگونی هواپیمای یونکرس ۸۸ گرهارد ماک رخ داد. خومیاکووا که به تازگی از مسکو بازگشته بود - جایی که به پاس این موفقیت نشان پرچم سرخ را دریافت کرده بود - مأموریت یافته بود تا با پروازهای متعدد، خطوط تأمین آذوقه و پل‌های راه‌آهن بر فراز رود ولگا را محافظت کند.
در شب حادثه، خومیاکووا که از خستگی مفرط در سنگر استراحت می‌کرد، توسط فرمانده خود سرگرد تامارا کازارینووا از خواب بیدار شد و علی‌رغم شرایط نامناسب جسمی، مجبور به انجام یک مأموریت دیگر شد. این تصمیم مرگبار کازارینووا با واکنش تند ژنرال میخائیل گرومادین مواجه شد. وی کازارینووا را از سمتش عزل کرد و به ستاد خود منتقل نمود.